# انگلبرت دلفوس
انگلبرت دلفوس (آلمانی: Engelbert Dollfuß؛ ۴ اکتبر ۱۸۹۲ – ۲۵ ژوئیهٔ ۱۹۳۴) یک سیاست‌مدار اهل اتریش بود.‌ او یک مأمور سابق جنبش سوسیال مادری و مسیحی اتریش بود. او چندین سال به عنوان وزیر جنگل و کشاورزی خدمت کرد و در سال ۱۹۳۲ در اوج بحران دولت محافظه کار به سمت صدر اعظمی جمهوری اول اتریش رسید. در اوایل سال ۱۹۳۳، او مجلس را تعطیل کرد، فعالیت حزب نازی اتریش را ممنوع کرد و قدرت دیکتاتوری را در پیش گرفت. او در فوریه سال ۱۹۳۴ حزب سوسیال‌دموکرات اتریش را سرکوب کرد و حزب فاشیستی اتریش را به قدرت رساند. دلفوس به عنوان بخشی از تلاش کودتای ناکام توسط عوامل نازی در سال ۱۹۳۴ ترور شد. جانشین او شوشنیگ، رژیم را تا زمان پیوستن اتریش به آلمان نازی در سال ۱۹۳۸، حفظ کرد.

## صدر اعظم اتریش
در تاریخ ۱۰ مه ۱۹۳۲، دلفوس ۳۹ ساله با تنها یک سال تجربه در دولت فدرال، توسط رئیس‌جمهور ولیهام میکلاس به عنوان کاندیدای صدر اعظمی از طرف حزب اجتماعی مسیحی، اعلام شد. دلفوس حاضر به پاسخ نشد، به جای آن به صرف شب در کلیسای مورد علاقه خود پرداخت. اما با اسرار زیاد از طرف رئیس‌جمهور او این پیشنهاد را قبول کرد. دلفوس در تاریخ ۲۰ مه ۱۹۳۲ به عنوان صدر اعظم اتریش سوگند یاد کرد. او اقدامات فوری برای مقابله با مشکلات رکود بزرگ انجام داد. بخش عمده صنعت امپراتوری اتریش-مجارستان در مناطقی که پس از جنگ جهانی اول به عنوان بخشی از چکسلواکی و یوگسلاوی به دلیل پیمان سن ژرمن به وجود آمد، قرار داشت. پس از جنگ اتریش به همین علت از لحاظ اقتصادی محروم بود.

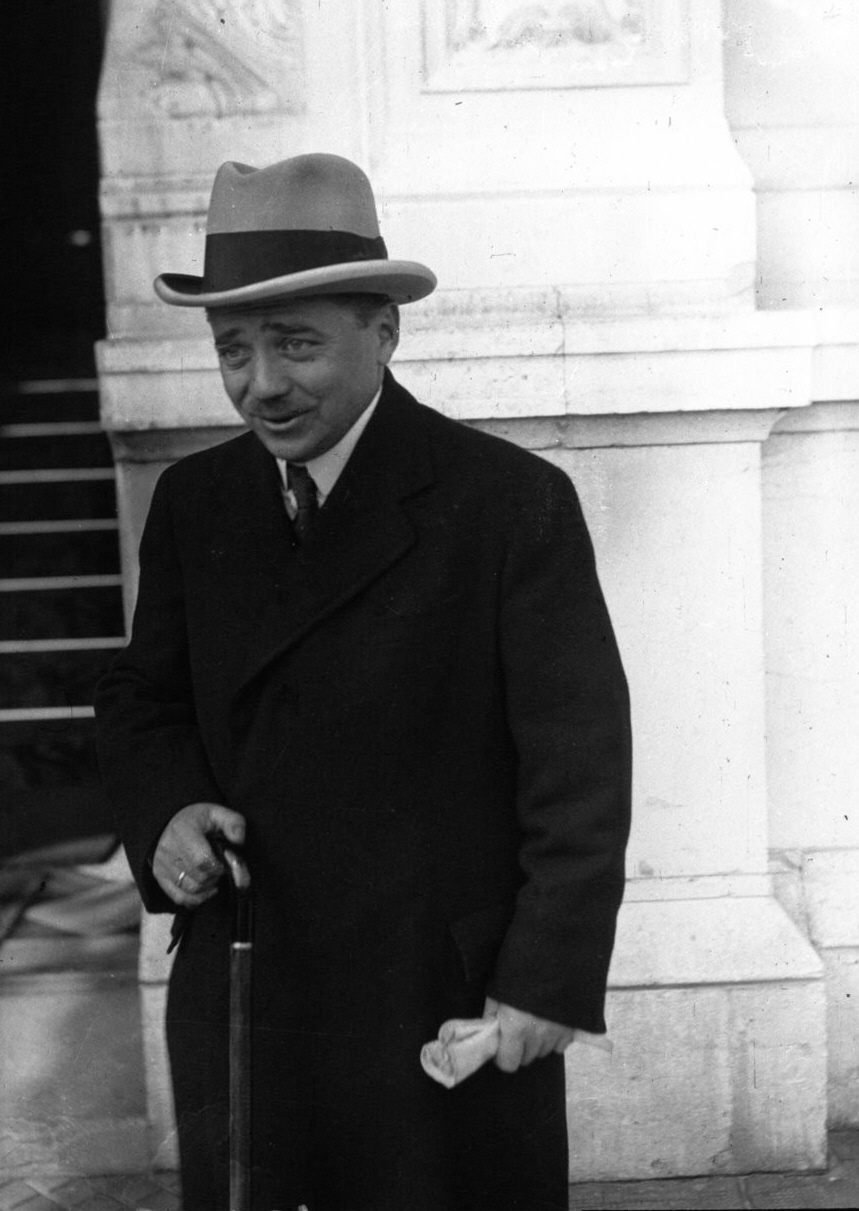
صدر اعظم انگلبرت دلفوس در ژنو

## دلفوس و دیکتاتوری بر اتریش
در مارس ۱۹۳۳، بحث بر سر ناسازگاری در روند رای‌گیری رخ داد. کارل رنر رئیس سوسیال دموکرات شورای ملی (پارلمانی که وظیفه نظارت بر نهاد ها و مسئولان دولت را بر عهده داشت) استعفا داد تا بتواند به عنوان عضو پارلمان رای بدهد. در نتیجه، دو معاون رئیس‌مجلس، متعلق به احزاب دیگر، نیز استعفا دادند و توانستند رای بدهند. پارلمان بدون یک رئیس نمی‌توانست جلسه رای گیری را به پایان برساند. دلفوس سه استعفا را به عنوان بهانه ای اعلام کرد که شورای ملی بی کفایت است و وجود آن در نظام حکومتی اتریش لازم نیست. وی به رئیس‌جمهور ویلهلم میکلاس توصیه کرد حکم رئیس شورای ملی شدن دلفوس را اعلام کند. هنگامی که شورای ملی می‌خواست روزهای پس از استعفای سه رئیس مجلس را دوباره به دست آورد، دلفوس وارد مجلس شد و دموکراسی را در اتریش از بین برد. از آن زمان به بعد، او به عنوان دیکتاتور با حکم اضطراری با قدرت مطلق اتریش را اداره می‌کرد.
دلفوس نگران بود که آدولف هیتلر، رهبر حزب ملی سوسیالیست آلمان، که در سال ۱۹۳۳ تبدیل به سرپرست آلمان شد، دست به حمایت سوسیالیست‌های ملی اتریش بزند تا از طریق آنها بر اتریش سلطه یابد بنابراین فعالیت نازی‌های اتریش را ممنوع اعلام کرد. دلفوس همچنین فعالیت کمونیست‌ها در اتریش را در تاریخ ۲۶ مه ۱۹۳۳ ممنوع کرد. بدین ترتیب تنها حزب فعالی که در اتریش باقی می‌ماند حزب وطن پرستان (حزب فاشیستی اتریش) بود.

پرچم حزب وطن پرستان (ملقب به حزب فاشیستی اتریش)

### نزدیک شدن روابط رم با وین
با قدرت گرفتن فاشیست در اتریش به وسیله دلفوس روابط ایتالیا با اتریش به شکل قابل توجهی بهبود یافت. در اوت ۱۹۳۳، رژیم بنیتو موسولینی تضمین استقلال اتریش را صادر کرد. موسولینی علاقه‌مند بود در اتریش یک منطقه بافر را در برابر آلمان نازی تشکیل دهد. دلفوس همیشه بر شباهت رژیم‌های هیتلر در آلمان و یوزف استالین در اتحاد جماهیر شوروی تأکید کرد و معتقد بود که آسترو فاشیسم و فاشیسم ایتالیایی می‌تواند با سوسیالیسم و کمونیسم ملی تطاقی در اروپا مقابله کند.

#### جنگ داخلی اتریش
در فوریه ۱۹۳۴ دلفوس به نیروهای امنیتی دستور داد تا سوسیال دموکراتها را دستگیر کنند. پس از آنکه دیکتاتوری دلفوس اقدامات علیه سوسیال دموکرات‌های شناخته شده را انجام داد، سوسیال دموکرات‌ها خواستار مقاومت در سطح کشور علیه دولت شدند. یک جنگ داخلی آغاز شد که شانزده روز، از ۱۲ تا ۲۷ فوریه ادامه داشت. مبارزه شدید در درجه اول در شرق اتریش، به ویژه در خیابان‌های برخی از ولسوالی‌های بیرونی وین، که در آن ساختمان‌های بزرگ کارکنان شهری مانند قلمرو واقع شده بود، و در مناطق صنعتی شمال استان شریف، وجود داشت. مقاومت سوسیال دموکرات‌ها توسط نیروهای پلیس و نظامی سرکوب شد. فعالیت سوسیال دموکرات‌ها غیرقانونی اعلام شد و رهبران آنها زندانی شدند یا به خارج از کشور فرار کردند.

##### قانون اساسی جدید
دلفوس جلسه پارلمان را فقط با اعضای حزب خود در آوریل ۱۹۳۴ تشکیل داد تا قانون اساسی جدید خود را تصویب کند. قانون اساسی جدید در تاریخ ۱ مه ۱۹۳۴ تأسیس شد و آخرین بقایای دموکراسی و سیستم جمهوری اول اتریش را از بین برد. سپس او دولت جدیدی به نام دولت فدرال اتریش تشکیل داد.

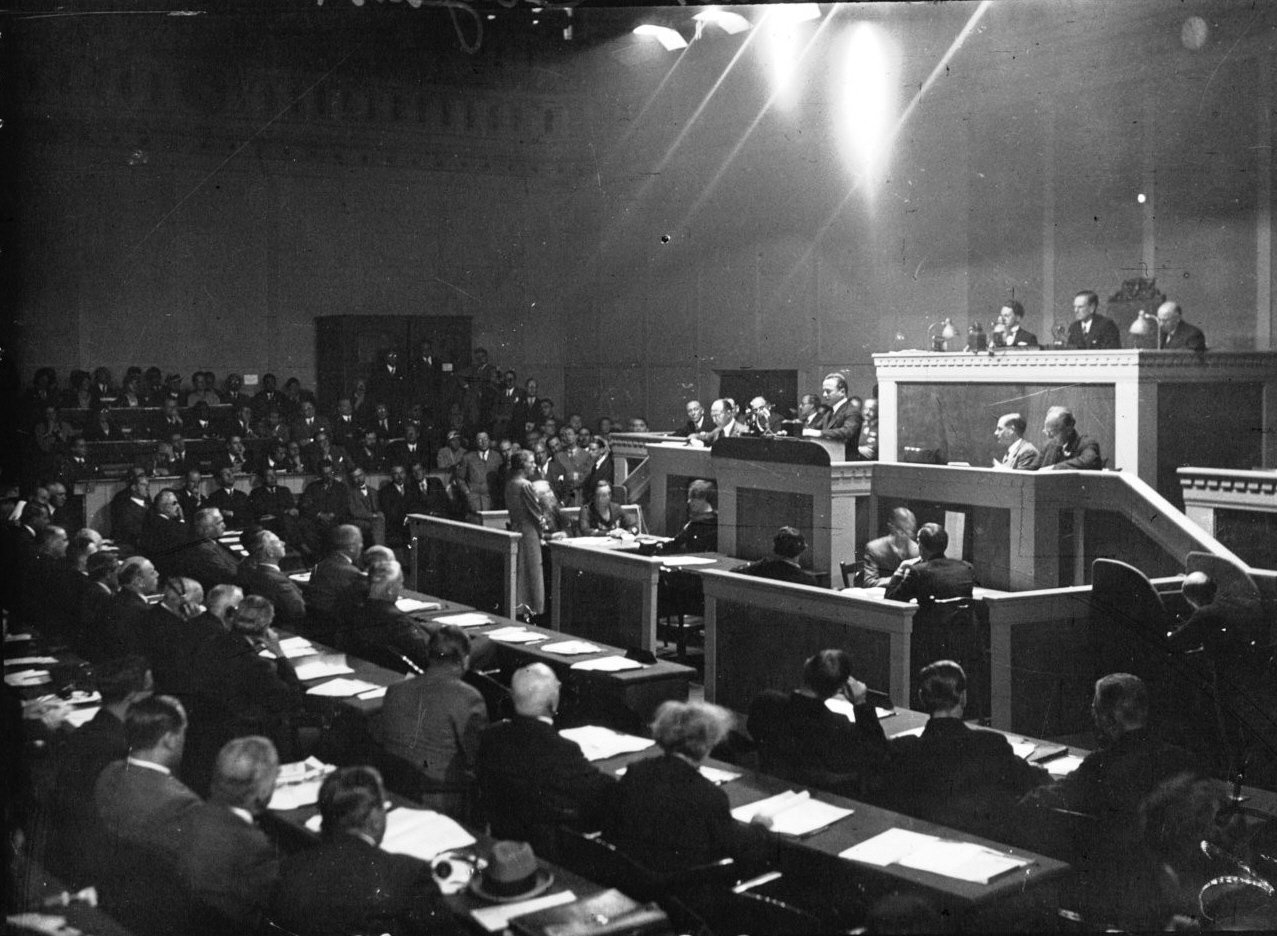
دلفوس در حال تصویب قانون اساسی جدید

## قتل
دلفوس در روز ۲۵ ژوئیه ۱۹۳۴ توسط ده ناسیونال اتریشی (پل هادل، فرانتس هولزوبر، اتو پلانتا و دیگران) در یک کودتای نافرجام ترور شد. جانشین او کورت شوشنیگ از موسلینی درخواست کمک کرد تا اگر هیتلر تصمیم به تصرف نظامی اتریش کرد به اتریش کمک کند. از این رو موسولینی بخشی از ارتش ایتالیا را در مرز اتریش بسیج کرد تا در صورت حمله نظامی آلمان به اتریش از اتریش دفاع کنند. او همچنین هیتلر را تهدید کرد که در صورت حمله به اتریش از راه نظامی با آلمان درگیر می‌شود. سپس او به جهان اعلام کرد: «استقلال اتریش، یک اصل است که توسط ایتالیا دفاع شده و حتی بیشتر از آن دفاع خواهد شد». ترور دلفوس با قیام در بسیاری از مناطق اتریش همراه بود، که باعث مرگ و میر بسیاری از مردم شد. در کارینتی، یک گروه بزرگ نازی اتریش سعی داشتند قدرت را در دست بگیرند، اما توسط واحدهای ایتالیایی در نزدیکی آن منطقه، دستگیر شدند. در ابتدا هیتلر به تصرف اتریش جلب شد، اما واکنش ایتالیا او را شگفت زده کرد. هیتلر متقاعد شد که نمی‌تواند با قدرت‌های غربی اروپایی مواجه شود و او رسماً مسئولیت قتل دلفوس را رد کرد و پشیمانی خود را نسبت به قتل نخست‌وزیر اتریش اعلام کرد. نازی‌ها در وین، پس از اعلام ساختن یک دولت جدید تحت ناسیونالی اتریشی، آنتون رینتلن که قبلاً توسط دلفوس زندانی شده بود، را به عنوان رهبر نازی‌ها در اتریش و صدر اعظم جدید اتریش انتخاب کردند و به مجلس ملی اتریش رفتند تا ضمن تشکیل دولت جدید آنتون رینتلن را به عنوان صدر اعظم جدید به مردم معرفی کنند اما پس از تهدیدات ارتش اتریش به منظور تخریب مجلس با استفاده از دینامیت تسلیم شدند و سپس مورد محاکمه و اعدام قرار گرفتند و بدین ترتیب کورت شوشنیگ در ۲۹ ژوئیه سال ۱۹۳۴ به صدر اعظمی اتریش رسید.

از جمعیت ۶٫۵ میلیون نفری اتریش، حدود ۵۰۰٬۰۰۰ اتریشی در دفن دلفوس در وین حضور داشتند. او در قبرستان هیتزینگ در وین در کنار همسرش آلوین دولفوس و دو فرزندش، اوا و هارنل، که در زمان ترور او در ایتالیا به عنوان مهمانان موسولینی بودند و به دست نازی‌های ایتالیا به قتل رسیدند دفن شد. طبق گفته همراهان موسلینی، او بسیار برای دلفوس که همپیمان موسلینی بود، اشک ریخت.

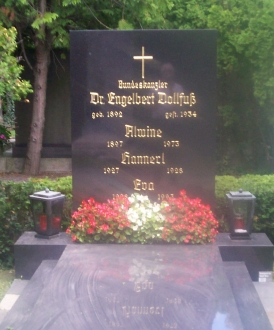
قبر دلفوس در وین